# Anse Volbert
Anse Volbert – miejscowość na Seszelach położona w północnej części wyspy Praslin w dystrykcie Baie Sainte Anne. Wegdług stanu na 2020 roku liczyła 4 827 mieszkańców.